# Seligenstädt
Seligenstädt bildet zusammen mit Großaga, Kleinaga, Reichenbach und Lessen den 16,38 km² großen Ortsteil Aga der Stadt Gera in Thüringen mit insgesamt 1734 Einwohnern (Stand 31. Dezember 2011).

## Geographie
Seligenstädt ist im Norden der Stadt Gera gelegen. Es grenzt nördlich an den Burgenlandkreis in Sachsen-Anhalt.

## Geologie
In den Gemarkungen Seligenstädt, Kleinaga und Reichenbach befinden sich Vorkommen von Braunkohle; nach kurzfristigem, nicht lohnendem Abbau wurde die Grube geflutet und bereits in den dreißiger Jahren als Badesee genutzt.

## Geschichte
Urkundlich wurde Seligenstädt erstmals sicher am 23. Mai 1364 im Zusammenhang mit der Verpfändung des Hauses Langenberg unter den dazugehörenden Dörfern erwähnt. In alten Urkunden wird der Ort Seelstädt (1647), ferner auch Selbstätt oder Seligstätt geschrieben. Seinen Namen verdankt der Ort wohl seiner Lage auf einem Flurstück „Sälich(t)“, einem mit Salweiden bewachsenen Gebiet.
Zuständiger Pfarr-, Bestattungs- und Schulort war über die Jahrhunderte Dorna. 1827 umfasste der Ort ein Vorwerk, 9 Häuser und 42 Einwohner. Verwirrende Besitzwechsel unter der Ritterschaft derer von Schauroth, von Ende und anderer bescherten dem kleinen Ort eine wechselvolle Geschichte. Bis 1825 war der Ort mit dem Rittergut Dorna verbunden, das auch die Erbgerichtsbarkeit über Seligenstädt ausübte. Um 1830/40 verständigten sich die Pfarrer von Dorna und Großaga darauf, die 6–10-jährigen Kinder in Großaga unterrichten zu lassen, um ihnen den weiten Weg nach Dorna (ca. 1½ Wegestunden) zu ersparen. In den folgenden Jahren kam es zu einer vollständigen Übernahme Seligenstädts seitens der Pfarrei Großaga.
Neben der Landwirtschaft verdingten sich die Bewohner zeitweilig in den Braunkohlengruben (in den 1930er Jahren als unrentabel geschlossen und geflutet) sowie in der Ziegelbrennerei.
Am 1. Juli 1950 wurde Seligenstädt nach Aga eingemeindet.

## Politik
Großaga mit Kleinaga, Seligenstädt, Reichenbach und Lessen ist seit dem 1. April 1994 zur Stadt Gera eingemeindet. Seitdem bilden die Orte zusammen den Ortsteil Aga der Stadt Gera mit eigener Ortschaftsverfassung und Ortsteilrat (bis II/2009 Ortschaftsrat). Ortsteilbürgermeister ist seit 1994 Bernd Müller (CDU).

## Entwicklung der Einwohnerzahl

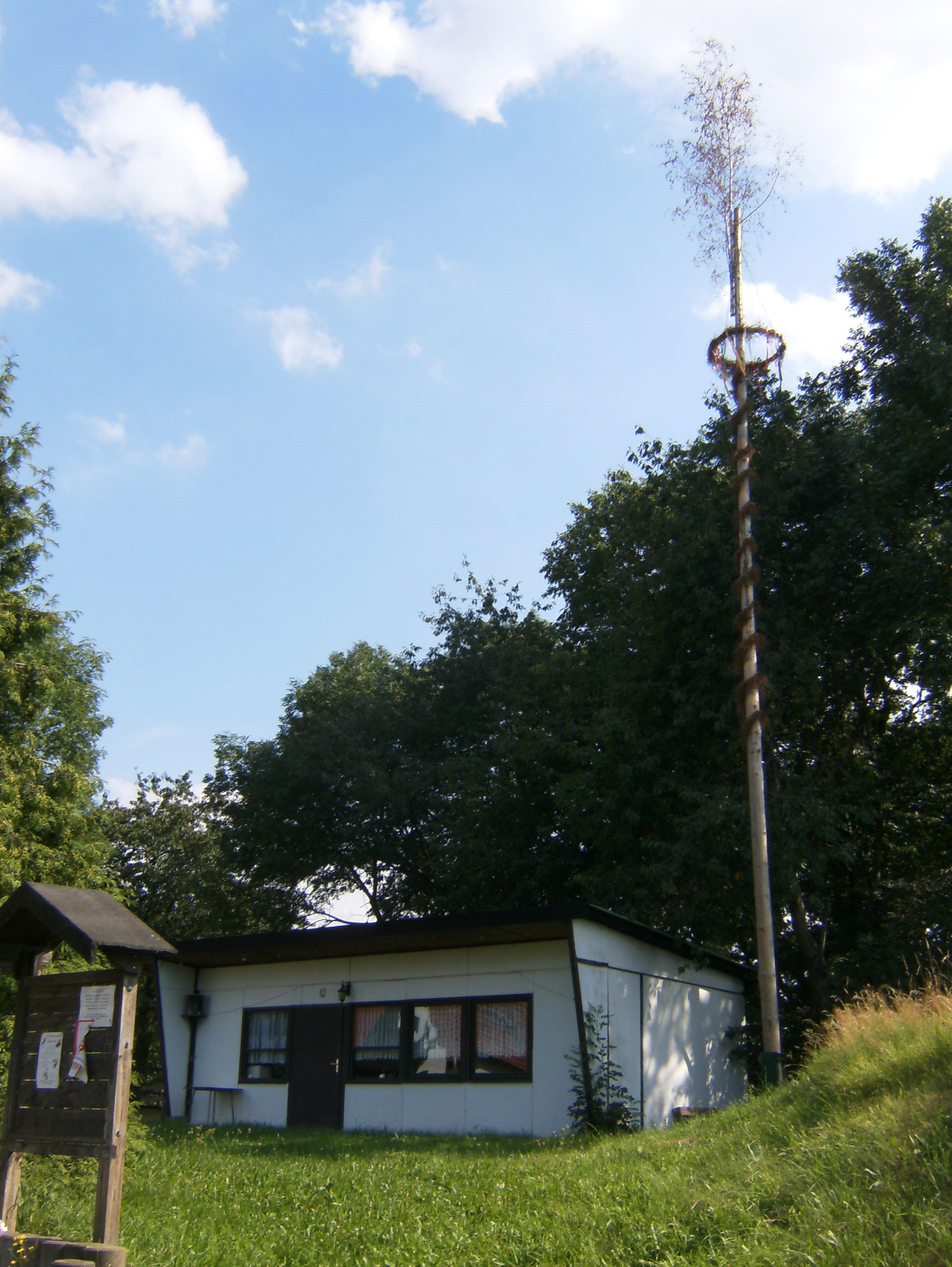
Dorfclub Seligenstädt mit Maibaum 2009.

| Jahr      | 1827 | 1864 | 1939 | 2002 | 2009 |
| Einwohner | 42   | 78   | 49   | 67   | 59   |

## Verkehr
Der Ort ist nördlich der Bundesautobahn 4 gelegen und über die nahegelegene Bundesstraße 2 zu erreichen.
Eine direkte Erschließung durch den ÖPNV besteht nicht. Die nächste Haltestelle befindet sich im 1 km entfernten Reichenbach. Dort besteht über die Ringlinien 228 und 229 der RVG Regionalverkehr Gera/Land ein ungefährer Halbstundentakt von/nach Gera. Nächstgelegener Bahnhof ist Gera-Langenberg.

## Kultur
Im Ort gibt es einen kleinen Dorfclub (Dorfclub Seligenstädt e. V.)

## Bildung
Die nächstgelegene Kindereinrichtung ist die
- Kindertagesstätte Reichenbacher Straße in Kleinaga.

Zuständige Grundschule ist die
- Staatliche Grundschule Aga in Kleinaga.

Nächstgelegene Regelschule ist die
- Staatliche Regelschule 12 in Bieblach-Ost.